# Kristjan Asllani
Kristjan Asllani (* 9. März 2002 in Elbasan) ist ein albanisch-italienischer Fußballspieler. Der Mittelfeldspieler steht in Diensten von Inter Mailand und ist albanischer Nationalspieler.

## Karriere

### Verein
Asllani begann 2012 in der Jugendabteilung des FC Empoli. Im November 2020 stand er erstmals im Kader der A-Mannschaft. Seinen ersten Einsatz absolvierte er zwei Monate später im Achtelfinale der Coppa Italia gegen die SSC Neapel. Der nächste Einsatz für die Mannschaft bzw. der erste in der Liga folgte am fünften Spieltag der Saison 2021/22. Bis zum Januar 2022 erfüllte er die Rolle eines Ergänzungsspielers. Ab Februar kam der Mittelfeldspieler in jedem Spiel zum Einsatz und stand meist auch in der Startelf. Bis zum Ende der Spielzeit kamen so 23 Einsätze in der Liga und drei weitere im Pokal zusammen.

### Nationalmannschaft
Asllani kam 2021 erstmals für die albanische U21 zum Einsatz. Im März 2022 debütierte er für die A-Nationalmannschaft in einem Freundschaftsspiel gegen Spanien.

## Titel
- Italienischer Meister: 2024 (Inter Mailand)
- Italienischer Pokalsieger: 2023 (Inter Mailand)
- Italienischer Supercupsieger (2): 2022, 2023 (beide Inter Mailand)